# Lashkar-e-Toiba
Lashkar-e-Toiba (urdu: لشكرِ طيبه laškar-ĕ ṯaiyyiba, literalmente "Ejército de los Puros", también transliterado internacionalmente en inglés como Lashkar-i-Tayyaba, Lashkar-e-Tayyaba) es una organización islamista originaria de Cachemira. Se trata del brazo militar de Markaz Dawa-Wal-Irshad, partido islamista de la región. Su líder es Mohammed Latif.

## Historia
Se formó en Afganistán en 1990, pero sus primeras acciones en Cachemira datan de 1993, en cooperación con el movimiento Islami Inquilabi Mahaz. A partir de 1997, su actividad comienza a ser importante. El líder del grupo, Abu Muwaih, murió en combate el 30 de diciembre de 1999. A partir de ese año, el grupo comenzó a practicar ataques suicidas contra las bases militares de las fuerzas armadas indias.
En 2008, saltó a la escena como la organización sospechosa de haber participado en los atentados de noviembre de 2008 en Bombay.
El grupo sigue manteniendo buenas relaciones con Arabia Saudí, tanto financieras como ideológicas, desarrolladas durante la yihad anticomunista en Afganistán en la década de 1980.